# 2-Pyridon
2-Pyridon ist eine chemische Verbindung aus der Gruppe der stickstoffhaltigen Heterocyclen. Seine Struktur leitet sich von der des Pyridins ab. 2-Pyridon gehört zur Gruppe der Lactame, liegt jedoch in einem tautomeren Gleichgewicht mit seiner Lactimform 2-Hydroxypyridin (Lactam-Lactim-Tautomerie). 

## Gewinnung und Darstellung
2-Pyridon kann durch Reaktion von 2-Pyron mit Ammoniak gewonnen werden, es sind jedoch auch andere Synthesemöglichkeiten z. B. aus Pyridin oder durch Guareschi-Thorpe-Reaktion bekannt.

## Eigenschaften
2-Pyridon ist bei Raumtemperatur ein Feststoff, welcher im Gleichgewicht mit seiner tautomeren Form (2-Hydroxypyridin) steht.
Die Lage des Gleichgewicht ist abhängig von der Polarität des Lösungsmittels. In polaren Lösungsmitteln wie Wasser liegt das Gleichgewicht fast vollständig auf der Seite des 2-Pyridons, während in unpolaren Lösungsmitteln bevorzugt das 2-Hydroxypyridin vorliegt. In der Gasphase liegt die Verbindung vorwiegend in der Lactimform vor.
2-Pyridon bildet Dimere, indem sich zwei Moleküle über relativ starke Wasserstoffbrückenbindungen verknüpfen.
Die dimere Struktur liegt auch im Kristall vor. Das Dimer ist ähnlich aufgebaut wie das in der DNA vorkommende Basenpaar Adenin–Thymin.

## Verwendung
2-Pyridon wird als Zwischenprodukt, Katalysator oder Ligand zur Herstellung von Arzneistoffen, wie Ciclopirox, Levetiracetam und Amphenidon, verwendet.

## Externe Links zu erwähnten Verbindungen
1. ↑  Externe Identifikatoren von bzw. Datenbank-Links zu Amphenidon:  CAS-Nr.: 134-37-2, PubChem: 8641, ChemSpider: 8320, Wikidata: Q27283535.